# Adolphe Franck

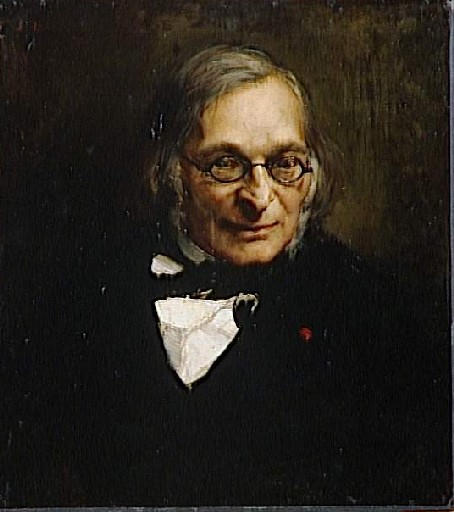
Adolphe Franck (1878)

Adolphe Franck, född 9 oktober 1809, död 11 april 1893, var en fransk-judisk filosof.
Franck var professor vid Collège de France, och senare israelitiska konsistoriets vicepresident. Han utgav 1844-52 Dictionnaire des sciences philosophiques och redigerade från 1888 tidskriften Paix sociale. Francks arbete La Kabbale ou philosophie religieuse des hébreux (1843) är ett viktigt bidrag till det judiska tänkandets historia. Bland hans övriga skrifter märks Philosophie du droit pénal (1864) och Moralistes et philosophes (1872).